# James Cochrane
James Cochrane (Nueva Escocia, 1798 - Gibraltar, 24 de junio de 1883) fue un abogado británico que fue fiscal general de Gibraltar y presidente del Tribunal Supremo de Gibraltar durante treinta y seis años. Uno de los casos más notables que manejó como juez fue la audiencia de rescate del Mary Celeste, un bergantín mercante estadounidense que fue encontrado desierto y navegando a la deriva en el océano Atlántico.

## Biografía
James Cochrane fue hijo de Thomas Cochrane, portavoz de la Cámara de la Asamblea de Nueva Escocia y nació allí en 1798. Fue admitido en la barra en el Inner Temple en 1829 y se convirtió en fiscal general de Gibraltar en 1837. Cuando fue nombrado juez principal el 3 de julio de 1841, fue reemplazado en esa posición por el abogado irlandés Marcus Costello. Fue nombrado caballero en 1845.
Durante su tiempo en Gibraltar presidió el Tribunal del Vicealmirantazgo en diciembre de 1872, que investigó el caso del Mary Celeste, un barco que se encontró abandonado y navegando a la deriva en el océano Atlántico, sin ninguna explicación racional.
Cochrane dimitió en 1877, después de servir como presidente del Tribunal Supremo durante treinta y seis años. En esa ocasión, el general lord Robert Napier, primer barón de Magdala, gobernador de Gibraltar, dijo de él:

Durante el largo tiempo que sir James Cochrane ha presidido la corte suprema en Gibraltar, ha mantenido notablemente el alto carácter del tribunal. La claridad de su juicio, la sabiduría de sus decisiones y su carácter personal han inspirado el respeto de todos las clases de la comunidad. Hizo mucho por las clases bajas y su firmeza y perfecta imparcialidad han contribuido en gran medida a eliminar de la ciudad de Gibraltar el delito de usar el cuchillo, que lamentablemente alguna vez prevaleció.

Cochrane se había casado con Theresa en 1829, hija del coronel William Haly, quien murió en 1873. Falleció en Glen Rocky, su casa en Gibraltar, el 24 de junio de 1883, dejando un hijo, el reverendo Thomas Cochrane, rector de la abadía de Stapleford en Essex.
Cuando se designó a Cochrane por primera vez, se construyó una villa durante la década de 1840 y, mientras se construía, se descubrió una cueva. Judge's Cave fue nombrada en su honor. La cueva tenía cierta importancia ya que contenía restos humanos y los primeros visitantes de la cueva incluyeron a Henri Breuil, George Busk y al investigador local William Willoughby Verner Cole.